# Mesochorus probus
Mesochorus probus är en stekelart som beskrevs av Pierre L. G. Benoit 1955. Mesochorus probus ingår i släktet Mesochorus och familjen brokparasitsteklar. Inga underarter finns listade i Catalogue of Life.